# Erannis bajaria
Erannis bajaria är en fjärilsart som beskrevs av Ignaz Schiffermüller 1775. Erannis bajaria ingår i släktet Erannis och familjen mätare. Inga underarter finns listade i Catalogue of Life.